# 코우모토 쇼우
《코우모토 쇼우》(일본어: 甲本 ショウ)는 일본 애니메이션 《괴담 레스토랑》에 등장하는 등장인물이다. 한국어 더빙판에서는 차세형으로 로컬라이징되었다.

## 소개
성우 - 유키 히로 / 박성태
무서운 이야기와 책을 좋아하는 새로 전학온 초등학교 6학년. 무서움이 없어 이곳저곳을 친구들과 함께 돌아다닌다.